# Peter Handcock
Peter Handcock est un militaire australien né en 1868 et mort en 1902. Il sert comme lieutenant dans le régiment des carabiniers Bushveldt durant la seconde guerre des Boers en Afrique du Sud, où il est condamné à mort et exécuté pour avoir assassiné des prisonniers de guerre.

## Formation et carrière
Handcock naît près de Bathurst, en Nouvelle-Galles du Sud (Australie). Il suit une formation d'apprenti maréchal-ferrant à l'âge de 12 ans. Il travaille en tant que maréchal-ferrant pour le service des chemins de fer. Marié à 21 ans, il est père de 3 enfants vers 1900.
Il sert en Afrique du Sud dans le premier régiment de fusiliers montés de la Nouvelle-Galles du Sud (New South Wales Mounted Rifles) où il est promu sergent - maréchal-ferrant. Quand son régiment est démobilisé, il est dirigé vers le régiment des carabiniers Bushveldt en tant que vétérinaire et officier des transports, avant d'être traduit en cour martiale pour le meurtre de prisonniers Boers.

## Affaire des prisonniers assassinés
Handcock et Harry « Breaker » Morant sont traduits en cour martiale pour meurtre et exécutés par un peloton d'exécution le 27 février 1902 pour l'assassinat de prisonniers Boers (Afrikaners) et d'un missionnaire allemand. Un troisième accusé, George Witton, également condamné à mort par le jugement rendu par la cour martiale, est finalement gracié au bout de 3 ans.
Le jugement en cour martiale et la sentence rendue ont été controversés en Australie.